# Serie B 1974-1975
La Serie B 1974-1975 è stata la 43ª edizione del secondo livello del campionato italiano di calcio a girone unico, disputata tra il 29 settembre 1974 e il 26 giugno 1975 e conclusa con la vittoria del Perugia, al suo primo titolo.
Capocannoniere del torneo è stato Fabio Bonci (Parma) con 14 reti.

## Stagione

Fabio Bonci del Parma, capocannoniere con 14 gol.

Il titolo andò per la prima volta al Perugia, che vinse in volata il campionato. Dopo otto anni e continui alti e bassi in Serie B, i grifoni cambiarono passo dando una svolta decisiva alla loro storia. Allenati dall'esordiente Castagner, gli umbri si presentavano al via senza i pronostici dalla loro, portandosi ciononostante sin dalle prime giornate nella scia del favorito Verona, questo retrocesso d'ufficio in cadetteria dalla giustizia sportiva a causa del cosiddetto scandalo della telefonata.
Una volta strappata la testa della graduatoria agli scaligeri a metà dicembre, i biancorossi mantennero il primato sino a giugno festeggiando la vittoria del torneo e, soprattutto, l'approdo assoluto in Serie A, iniziando a gettare le basi della sorprendente provinciale che sul finire degli anni 1970 salirà alla ribalta nazionale sotto il nome di Perugia dei miracoli. Al secondo posto, staccato a –3, il Como ottenne la promozione dopo vari tentativi andati a vuoto nelle più recenti stagioni, a ventidue anni di distanza dalla precedente apparizione lariana in massima serie.
Per determinare l'ultimo posto utile al salto di categoria fu invece necessario uno spareggio tra Verona e Catanzaro, terze classificate a pari punti: la gara, disputata in campo neutro al Liberati di Terni, si chiuse con la vittoria per 1-0 dei gialloblù i quali tornarono così dopo soli dodici mesi in massima serie.
Nella parte bassa della graduatoria, caddero direttamente in Serie C l'Arezzo e il Parma – con i crociati fanalino di coda nonostante la presenza del capocannoniere Bonci nelle proprie file, nonché penalizzati nelle ultime giornate di 3 punti per un tentativo di combine in cui rimase implicato il loro tecnico Sereni.
Alessandria, Reggiana e Avellino chiusero infine allo stesso punteggio al terz'ultimo posto; gli irpini ottennero la permanenza in cadetteria grazie alla migliore differenza reti, sicché toccò a piemontesi ed emiliani combattere tra loro nello spareggio di San Siro per l'ultimo posto utile alla salvezza: i granata s'imposero per 2-1 sicché furono i grigi a far compagnia a ducali e aretini in terza serie; la compagnie piemontese sarebbe tornata in cadetteria solo quarantasei anni dopo.

## Squadre partecipanti
| Club           | Stagione | Città                    | Stadio                       | Stagione precedente                     |
| -------------- | -------- | ------------------------ | ---------------------------- | --------------------------------------- |
| Alessandria    | dettagli | Alessandria              | Stadio Giuseppe Moccagatta   | 1º nel girone A della Serie C, promossa |
| Arezzo         | dettagli | Arezzo                   | Stadio Comunale              | 10º posto in Serie B                    |
| Atalanta       | dettagli | Bergamo                  | Stadio Comunale              | 11º posto in Serie B                    |
| Avellino       | dettagli | Avellino                 | Stadio Partenio              | 13º posto in Serie B                    |
| Brescia        | dettagli | Brescia                  | Stadio Mario Rigamonti       | 12º posto in Serie B                    |
| Brindisi       | dettagli | Brindisi                 | Stadio Franco Fanuzzi        | 17º posto in Serie B                    |
| Catanzaro      | dettagli | Catanzaro                | Stadio Comunale              | 14º posto in Serie B                    |
| Como           | dettagli | Como                     | Stadio Giuseppe Sinigaglia   | 4º posto in Serie B                     |
| Foggia         | dettagli | Foggia                   | Stadio Pino Zaccheria        | 14º posto in Serie A, retrocessa        |
| Genoa          | dettagli | Genova                   | Stadio Luigi Ferraris        | 15º posto in Serie A, retrocessa        |
| Novara         | dettagli | Novara                   | Stadio Comunale              | 8º posto in Serie B                     |
| Palermo        | dettagli | Palermo                  | Stadio La Favorita           | 7º posto in Serie B                     |
| Parma          | dettagli | Parma                    | Stadio Ennio Tardini         | 5º posto in Serie B                     |
| Perugia        | dettagli | Perugia                  | Stadio Santa Giuliana        | 15º posto in Serie B                    |
| Pescara        | dettagli | Pescara                  | Stadio Adriatico             | 1ª nel girone C della Serie C, promossa |
| Reggiana       | dettagli | Reggio Emilia            | Stadio Comunale Mirabello    | 16º posto in Serie B                    |
| Sambenedettese | dettagli | San Benedetto del Tronto | Stadio Fratelli Ballarin     | 1º nel girone B della Serie C, promossa |
| SPAL           | dettagli | Ferrara                  | Stadio Comunale              | 9º posto in Serie B                     |
| Taranto        | dettagli | Taranto                  | Stadio Salinella             | 6º posto in Serie B                     |
| Verona         | dettagli | Verona                   | Stadio Marcantonio Bentegodi | 16º posto in Serie A, retrocessa        |

## Allenatori e primatisti
| Squadra        | Allenatore | Calciatore più presente                                    | Cannoniere                                |
| -------------- | --- | ---------------------------------------------------------- | ----------------------------------------- |
| Alessandria    | Sergio Castelletti (1ª-26ª) Anselmo Giorcelli (27ª-38ª e spareggio)                                            | Marcello Di Brino (38)                                     | Giampiero Dalle Vedove, Luigi Manueli (8) |
| Arezzo         | Graziano Landoni (1ª-10ª) Mario Rossi (11ª-38ª)                                                                | Pierluigi Cencetti (36)                                    | Silvano Villa (8)                         |
| Atalanta       | Heriberto Herrera (1ª-9ª) Angelo Piccioli (10ª-38ª)                                                            | Antonio Percassi (38)                                      | Alberto Rizzati, Augusto Scala (8)        |
| Avellino       | Antonio Gianmarinaro (1ª-24ª) Elio Grappone (25ª-30ª) Oronzo Pugliese (31ª-34ª) Antonio Gianmarinaro (35ª-38ª) | Gian Filippo Reali (37)                                    | Giovanni Carlo Ferrari (8)                |
| Brescia        | Umberto Pinardi                                                                                                | Salvatore Iacolino (37)                                    | Ezio Bertuzzo (12)                        |
| Brindisi       | Antonio Renna (1ª-7ª) Giovanni Invernizzi (8ª-18ª) Antonio Renna (19ª-38ª)                                     | Luigi Boccolini, Rosario Di Vincenzo (38)                  | Luigi Boccolini, Corrado Marmo (8)        |
| Catanzaro      | Gianni Di Marzio                                                                                               | Giorgio Pellizzaro, Alberto Spelta (38)                    | Alberto Spelta (7)                        |
| Como           | Giuseppe Marchioro                                                                                             | Silvano Fontolan, Roberto Melgrati, Antonio Rigamonti (38) | Renato Cappellini (9)                     |
| Foggia         | Lauro Toneatto (1ª-17ª) Cesare Maldini (18ª-38ª)                                                               | Mauro Colla, Giuseppe Pavone (38)                          | Carlo Bresciani (13)                      |
| Genoa          | Guido Vincenzi (1ª-18ª) Luigi Simoni (19ª-38ª)                                                                 | Ignazio Arcoleo (36)                                       | Roberto Pruzzo (12)                       |
| Novara         | Gianni Seghedoni                                                                                               | Gian Nicola Pinotti (38)                                   | Alberto Vivian (6)                        |
| Palermo        | Corrado Viciani                                                                                                | Lorenzo Barlassina, Fiorino Pepe, Dario Pighin (36)        | Giorgio Barbana (7)                       |
| Parma          | Giorgio Sereni (1ª-33ª) Renato Gei (34ª-38ª)                                                                   | Luciano Bertoni (38)                                       | Fabio Bonci (14)                          |
| Perugia        | Ilario Castagner                                                                                               | Pierluigi Frosio (37)                                      | Sergio Pellizzaro (9)                     |
| Pescara        | Domenico Rosati                                                                                                | Paolo Cimpiel (36)                                         | Corrado Serato (9)                        |
| Reggiana       | Tito Corsi (1ª-16ª) Carmelo Di Bella (17ª-38ª e spareggio)                                                     | Sileno Passalacqua (35)                                    | Ermanno Beccati, Fulvio Francesconi (5)   |
| Sambenedettese | Marino Bergamasco                                                                                              | Francesco Chimenti (36)                                    | Francesco Chimenti (12)                   |
| SPAL           | Mario Caciagli (1ª-15ª) Guido Capello (2ª-38ª)                                                                 | Silvano Gelli (37)                                         | Franco Pezzato (9)                        |
| Taranto        | Luciano Aristei (1ª) Guido Mazzetti (2ª-38ª)                                                                   | Romano Cazzaniga (35)                                      | Carlo Jacomuzzi (7)                       |
| Verona         | Giancarlo Cadè (1ª-23ª) Luigi Mascalaito (24ª-38ª)                                                             | Angiolino Gasparini (38)                                   | Gianfranco Zigoni (9)                     |

## Classifica finale
|  | Pos. | Squadra        | Pt | G  | V  | N  | P  | GF | GS | DR  |
|  | ---- | -------------- | -- | -- | -- | -- | -- | -- | -- | --- |
|  | 1.   | Perugia        | 49 | 38 | 17 | 15 | 6  | 44 | 27 | +17 |
|  | 2.   | Como           | 46 | 38 | 18 | 10 | 10 | 40 | 23 | +17 |
|  | 3.   | Verona         | 45 | 38 | 16 | 13 | 9  | 39 | 30 | +9  |
|  | 4.   | Catanzaro      | 45 | 38 | 13 | 19 | 6  | 27 | 18 | +9  |
|  | 5.   | Palermo        | 43 | 38 | 13 | 17 | 8  | 31 | 25 | +6  |
|  | 6.   | Atalanta       | 39 | 38 | 14 | 11 | 13 | 37 | 36 | +1  |
|  | 7.   | Genoa          | 38 | 38 | 14 | 10 | 14 | 31 | 33 | -2  |
|  | 8.   | Foggia         | 38 | 38 | 10 | 18 | 10 | 31 | 35 | -4  |
|  | 9.   | Brescia        | 37 | 38 | 10 | 17 | 11 | 24 | 28 | -4  |
|  | 10.  | Pescara        | 36 | 38 | 9  | 18 | 11 | 37 | 38 | -1  |
|  | 11.  | Sambenedettese | 36 | 38 | 13 | 10 | 15 | 36 | 43 | -7  |
|  | 12.  | Novara         | 35 | 38 | 10 | 15 | 13 | 30 | 33 | -3  |
|  | 13.  | SPAL           | 35 | 38 | 13 | 9  | 16 | 38 | 42 | -4  |
|  | 14.  | Brindisi       | 35 | 38 | 11 | 13 | 14 | 32 | 38 | -6  |
|  | 15.  | Taranto        | 35 | 38 | 10 | 15 | 13 | 24 | 34 | -10 |
|  | 16.  | Avellino       | 34 | 38 | 11 | 12 | 15 | 33 | 29 | +4  |
|  | 17.  | Reggiana       | 34 | 38 | 9  | 16 | 13 | 33 | 36 | -3  |
|  | 18.  | Alessandria    | 34 | 38 | 9  | 16 | 13 | 35 | 38 | -3  |
|  | 19.  | Arezzo         | 33 | 38 | 9  | 15 | 14 | 35 | 44 | -9  |
|  | 20.  | Parma (-3)     | 30 | 38 | 9  | 15 | 14 | 30 | 37 | -7  |

Legenda:
      Promosso in Serie A 1975-1976.
      Retrocesso in Serie C 1975-1976.
Regolamento:
Due punti a vittoria, uno a pareggio, zero a sconfitta.
In caso di parità di punti le squadre erano classificate in base alla differenza reti, eccetto per i posti che assegnavano la promozione, per i quali era previsto uno spareggio.
Note:
Il Parma ha scontato 3 punti di penalizzazione in classifica per tentato illecito sportivo nella gara di ritorno col Verona.
Verona promosso in Serie A dopo spareggio con l'ex aequo Catanzaro.
Alessandria retrocessa dopo spareggio con l'ex aequo Reggiana resosi necessario per l'identica differenza reti.
Avellino salvo per differenza reti favorevole rispetto agli ex aequo Alessandria e Reggiana.
Perugia designato dalla Lega Nazionale Professionisti per la Coppa Mitropa 1975-1976.

### Squadra campione
| Formazione tipo | Giocatori (presenze)         |
| --- | ---------------------------- |
| Marconcini Savoia Nappi Frosio Raffaeli Tinaglia Vannini Picella Scarpa Sollier Pellizzaro | Roberto Marconcini (28)      |
| Marconcini Savoia Nappi Frosio Raffaeli Tinaglia Vannini Picella Scarpa Sollier Pellizzaro | Michele Nappi (32)           |
| Marconcini Savoia Nappi Frosio Raffaeli Tinaglia Vannini Picella Scarpa Sollier Pellizzaro | Giancarlo Raffaeli (33)      |
| Marconcini Savoia Nappi Frosio Raffaeli Tinaglia Vannini Picella Scarpa Sollier Pellizzaro | Giancarlo Savoia (27)        |
| Marconcini Savoia Nappi Frosio Raffaeli Tinaglia Vannini Picella Scarpa Sollier Pellizzaro | Pierluigi Frosio (37)        |
| Marconcini Savoia Nappi Frosio Raffaeli Tinaglia Vannini Picella Scarpa Sollier Pellizzaro | Giuseppe Picella (29)        |
| Marconcini Savoia Nappi Frosio Raffaeli Tinaglia Vannini Picella Scarpa Sollier Pellizzaro | Mario Scarpa (35)            |
| Marconcini Savoia Nappi Frosio Raffaeli Tinaglia Vannini Picella Scarpa Sollier Pellizzaro | Claudio Tinaglia (28)        |
| Marconcini Savoia Nappi Frosio Raffaeli Tinaglia Vannini Picella Scarpa Sollier Pellizzaro | Paolo Sollier (30)           |
| Marconcini Savoia Nappi Frosio Raffaeli Tinaglia Vannini Picella Scarpa Sollier Pellizzaro | Franco Vannini (30)          |
| Marconcini Savoia Nappi Frosio Raffaeli Tinaglia Vannini Picella Scarpa Sollier Pellizzaro | Sergio Pellizzaro (30)       |
| Marconcini Savoia Nappi Frosio Raffaeli Tinaglia Vannini Picella Scarpa Sollier Pellizzaro | Allenatore: Ilario Castagner |
| Altri giocatori: Renato Curi (23), Bruno Baiardo (22), Mauro Amenta (15), Maurizio Marchei (13), Paolo Petraz (11), Nello Malizia (10), Walter Sabatini (7), Michele Vitulano (7), Claudio Giubilei (1). |                              |

## Risultati

### Tabellone
|                | Ale  | Are  | Ata  | Ave  | Bre  | Bri  | Cat  | Com  | Fog  | Gen  | Nov  | Pal  | Par  | Per  | Pes  | Reg  | SPA  | Sam  | Tar  | Ver  |
| -------------- | ---- | ---- | ---- | ---- | ---- | ---- | ---- | ---- | ---- | ---- | ---- | ---- | ---- | ---- | ---- | ---- | ---- | ---- | ---- | ---- |
| Alessandria    | –––– | 1-1  | 1-1  | 1-0  | 0-2  | 3-1  | 1-1  | 2-3  | 1-0  | 1-0  | 1-2  | 0-0  | 0-0  | 0-0  | 2-2  | 0-0  | 1-2  | 2-0  | 3-0  | 0-0  |
| Arezzo         | 1-1  | –––– | 1-1  | 1-0  | 2-1  | 1-1  | 1-1  | 1-2  | 1-1  | 1-0  | 2-1  | 2-0  | 1-2  | 2-3  | 3-2  | 0-0  | 1-0  | 1-1  | 2-1  | 0-1  |
| Atalanta       | 1-0  | 0-0  | –––– | 2-1  | 0-0  | 2-0  | 1-0  | 1-0  | 3-1  | 0-1  | 1-0  | 0-0  | 3-1  | 2-1  | 2-2  | 2-1  | 3-1  | 1-0  | 1-0  | 1-2  |
| Avellino       | 2-0  | 4-1  | 2-0  | –––– | 2-0  | 4-1  | 0-0  | 1-0  | 2-0  | 1-0  | 0-1  | 0-1  | 3-1  | 0-1  | 1-1  | 0-1  | 1-2  | 1-0  | 0-0  | 1-2  |
| Brescia        | 1-1  | 1-1  | 1-0  | 0-0  | –––– | 0-0  | 0-0  | 0-0  | 0-0  | 1-0  | 0-2  | 1-1  | 1-1  | 0-1  | 2-1  | 2-0  | 2-0  | 1-0  | 0-1  | 1-0  |
| Brindisi       | 2-1  | 3-1  | 2-1  | 1-0  | 0-1  | –––– | 0-0  | 1-0  | 2-0  | 1-2  | 0-1  | 1-1  | 2-1  | 0-1  | 0-0  | 0-0  | 2-2  | 4-1  | 0-0  | 0-0  |
| Catanzaro      | 3-2  | 1-0  | 1-0  | 1-0  | 0-1  | 0-0  | –––– | 1-0  | 1-1  | 2-0  | 1-0  | 1-0  | 1-1  | 2-0  | 1-0  | 1-1  | 2-1  | 0-0  | 1-1  | 0-0  |
| Como           | 0-1  | 2-0  | 1-0  | 1-1  | 0-0  | 2-1  | 0-0  | –––– | 1-0  | 2-0  | 1-0  | 0-0  | 2-0  | 0-1  | 1-0  | 1-0  | 2-0  | 1-1  | 3-0  | 2-0  |
| Foggia         | 3-3  | 1-1  | 3-1  | 1-1  | 1-1  | 1-0  | 2-1  | 3-2  | –––– | 1-0  | 0-0  | 0-0  | 3-0  | 0-0  | 1-0  | 1-1  | 2-0  | 2-1  | 1-1  | 1-0  |
| Genoa          | 1-1  | 1-0  | 1-0  | 1-1  | 0-0  | 2-0  | 0-1  | 1-0  | 0-0  | –––– | 0-0  | 2-0  | 1-0  | 1-1  | 2-1  | 3-2  | 1-0  | 2-3  | 0-0  | 1-1  |
| Novara         | 1-1  | 1-1  | 1-1  | 1-0  | 1-1  | 2-3  | 0-0  | 1-1  | 0-0  | 2-1  | –––– | 0-0  | 0-0  | 0-0  | 1-0  | 2-0  | 0-1  | 2-0  | 1-1  | 2-0  |
| Palermo        | 2-1  | 1-0  | 1-1  | 2-0  | 1-0  | 0-1  | 0-0  | 1-0  | 1-0  | 0-0  | 1-1  | –––– | 1-0  | 0-0  | 1-0  | 2-0  | 2-0  | 3-1  | 0-0  | 1-2  |
| Parma          | 0-0  | 1-0  | 1-2  | 0-0  | 2-0  | 2-0  | 0-0  | 1-1  | 0-0  | 2-1  | 1-1  | 2-1  | –––– | 1-1  | 1-1  | 1-1  | 2-0  | 2-0  | 2-1  | 0-1  |
| Perugia        | 1-0  | 3-2  | 3-0  | 3-1  | 1-0  | 1-0  | 0-0  | 0-0  | 3-0  | 1-2  | 2-1  | 2-0  | 0-0  | –––– | 2-2  | 2-1  | 1-3  | 1-2  | 3-1  | 0-0  |
| Pescara        | 0-0  | 1-1  | 1-1  | 1-1  | 1-1  | 0-1  | 2-1  | 1-0  | 2-0  | 1-0  | 1-0  | 1-1  | 1-1  | 1-1  | –––– | 0-0  | 2-1  | 1-0  | 2-0  | 2-1  |
| Reggiana       | 2-0  | 1-0  | 1-1  | 0-0  | 0-0  | 2-0  | 1-1  | 1-2  | 3-0  | 0-1  | 1-0  | 2-2  | 1-0  | 1-1  | 2-2  | –––– | 2-1  | 3-0  | 0-0  | 0-1  |
| SPAL           | 0-1  | 0-1  | 1-0  | 1-0  | 3-0  | 0-0  | 1-0  | 1-1  | 0-0  | 1-2  | 2-0  | 2-2  | 1-0  | 2-1  | 1-1  | 1-1  | –––– | 2-1  | 2-0  | 0-0  |
| Sambenedettese | 1-0  | 1-1  | 1-1  | 0-0  | 2-0  | 2-1  | 0-1  | 0-1  | 0-0  | 2-1  | 2-0  | 1-0  | 2-1  | 0-0  | 2-1  | 3-0  | 2-2  | –––– | 1-0  | 1-0  |
| Taranto        | 1-2  | 0-0  | 1-0  | 0-0  | 1-0  | 1-1  | 0-0  | 0-2  | 1-0  | 3-0  | 1-0  | 1-2  | 2-0  | 0-0  | 2-0  | 1-0  | 1-0  | 0-0  | –––– | 1-1  |
| Verona         | 1-0  | 2-0  | 1-0  | 0-2  | 2-2  | 0-0  | 1-0  | 1-3  | 1-1  | 0-0  | 5-2  | 0-0  | 1-0  | 0-2  | 0-0  | 2-1  | 2-1  | 4-2  | 4-0  | –––– |

### Calendario
| andata (1ª) | andata (1ª) | 1ª giornata         | ritorno (20ª) | ritorno (20ª) |
|             |             |                     |               |               |
| 29 set.     | 1-2         | Atalanta-Verona     | 0-1           | 16 feb.       |
| 29 set.     | 0-0         | Avellino-Taranto    | 0-0           | 16 feb.       |
| 29 set.     | 0-1         | Brindisi-Brescia    | 0-0           | 16 feb.       |
| 29 set.     | 1-1         | Catanzaro-Foggia    | 1-2           | 16 feb.       |
| 29 set.     | 0-1         | Como-Alessandria    | 3-2           | 16 feb.       |
| 29 set.     | 1-0         | Genoa-Arezzo        | 0-1           | 16 feb.       |
| 29 set.     | 1-1         | Parma-Novara        | 0-0           | 16 feb.       |
| 29 set.     | 2-1         | Perugia-Reggiana    | 1-1           | 16 feb.       |
| 29 set.     | 1-1         | Pescara-Palermo     | 0-1           | 16 feb.       |
| 29 set.     | 2-2         | Sambenedettese-SPAL | 1-2           | 16 feb.       |

| andata (2ª) | andata (2ª) | 2ª giornata          | ritorno (21ª) | ritorno (21ª) |
|             |             |                      |               |               |
| 6 ott.      | 0-0         | Alessandria-Perugia  | 0-1           | 23 feb.       |
| 6 ott.      | 2-1         | Arezzo-Taranto       | 0-0           | 23 feb.       |
| 6 ott.      | 0-0         | Brescia-Avellino     | 0-2           | 23 feb.       |
| 6 ott.      | 1-0         | Foggia-Pescara       | 0-2           | 23 feb.       |
| 6 ott.      | 1-1         | Novara-Como          | 0-1           | 23 feb.       |
| 6 ott.      | 1-1         | Palermo-Atalanta     | 0-0           | 23 feb.       |
| 6 ott.      | 1-1         | Reggiana-Catanzaro   | 1-1           | 23 feb.       |
| 6 ott.      | 1-2         | SPAL-Genoa           | 0-1           | 23 feb.       |
| 6 ott.      | 2-1         | Sambenedettese-Parma | 0-2           | 23 feb.       |
| 6 ott.      | 0-0         | Verona-Brindisi      | 0-0           | 23 feb.       |

| andata (1ª) | andata (1ª) | 1ª giornata         | ritorno (20ª) | ritorno (20ª) |
|             |             |                     |               |               |
| 29 set.     | 1-2         | Atalanta-Verona     | 0-1           | 16 feb.       |
| 29 set.     | 0-0         | Avellino-Taranto    | 0-0           | 16 feb.       |
| 29 set.     | 0-1         | Brindisi-Brescia    | 0-0           | 16 feb.       |
| 29 set.     | 1-1         | Catanzaro-Foggia    | 1-2           | 16 feb.       |
| 29 set.     | 0-1         | Como-Alessandria    | 3-2           | 16 feb.       |
| 29 set.     | 1-0         | Genoa-Arezzo        | 0-1           | 16 feb.       |
| 29 set.     | 1-1         | Parma-Novara        | 0-0           | 16 feb.       |
| 29 set.     | 2-1         | Perugia-Reggiana    | 1-1           | 16 feb.       |
| 29 set.     | 1-1         | Pescara-Palermo     | 0-1           | 16 feb.       |
| 29 set.     | 2-2         | Sambenedettese-SPAL | 1-2           | 16 feb.       |

| andata (2ª) | andata (2ª) | 2ª giornata          | ritorno (21ª) | ritorno (21ª) |
|             |             |                      |               |               |
| 6 ott.      | 0-0         | Alessandria-Perugia  | 0-1           | 23 feb.       |
| 6 ott.      | 2-1         | Arezzo-Taranto       | 0-0           | 23 feb.       |
| 6 ott.      | 0-0         | Brescia-Avellino     | 0-2           | 23 feb.       |
| 6 ott.      | 1-0         | Foggia-Pescara       | 0-2           | 23 feb.       |
| 6 ott.      | 1-1         | Novara-Como          | 0-1           | 23 feb.       |
| 6 ott.      | 1-1         | Palermo-Atalanta     | 0-0           | 23 feb.       |
| 6 ott.      | 1-1         | Reggiana-Catanzaro   | 1-1           | 23 feb.       |
| 6 ott.      | 1-2         | SPAL-Genoa           | 0-1           | 23 feb.       |
| 6 ott.      | 2-1         | Sambenedettese-Parma | 0-2           | 23 feb.       |
| 6 ott.      | 0-0         | Verona-Brindisi      | 0-0           | 23 feb.       |

| andata (3ª) | andata (3ª) | 3ª giornata           | ritorno (22ª) | ritorno (22ª) |
|             |             |                       |               |               |
| 13 ott.     | 1-0         | Atalanta-Alessandria  | 1-1           | 2 mar.        |
| 13 ott.     | 1-2         | Avellino-Verona       | 2-0           | 2 mar.        |
| 13 ott.     | 1-2         | Brindisi-Genoa        | 0-2           | 2 mar.        |
| 13 ott.     | 1-0         | Catanzaro-Arezzo      | 1-1           | 2 mar.        |
| 13 ott.     | 0-0         | Como-Palermo          | 0-1           | 2 mar.        |
| 13 ott.     | 2-0         | Novara-Sambenedettese | 0-2           | 2 mar.        |
| 13 ott.     | 2-0         | Parma-SPAL            | 0-1           | 2 mar.        |
| 13 ott.     | 3-0         | Perugia-Foggia        | 0-0           | 2 mar.        |
| 13 ott.     | 0-0         | Pescara-Reggiana      | 2-2           | 2 mar.        |
| 30 ott.     | 1-0         | Taranto-Brescia       | 1-0           | 2 mar.        |

| andata (4ª) | andata (4ª) | 4ª giornata            | ritorno (23ª) | ritorno (23ª) |
|             |             |                        |               |               |
| 20 ott.     | 1-1         | Alessandria-Catanzaro  | 2-3           | 9 mar.        |
| 20 ott.     | 1-2         | Arezzo-Parma           | 0-1           | 9 mar.        |
| 20 ott.     | 1-0         | Brescia-Sambenedettese | 0-2           | 9 mar.        |
| 20 ott.     | 1-0         | Brindisi-Como          | 1-2           | 9 mar.        |
| 20 ott.     | 1-1         | Foggia-Avellino        | 0-2           | 9 mar.        |
| 20 ott.     | 2-0         | Genoa-Palermo          | 0-0           | 9 mar.        |
| 20 ott.     | 2-0         | Pescara-Taranto        | 0-2           | 9 mar.        |
| 20 ott.     | 1-1         | Reggiana-Atalanta      | 1-2           | 9 mar.        |
| 20 ott.     | 2-1         | SPAL-Perugia           | 3-1           | 9 mar.        |
| 20 ott.     | 5-2         | Verona-Novara          | 0-2           | 9 mar.        |

| andata (3ª) | andata (3ª) | 3ª giornata           | ritorno (22ª) | ritorno (22ª) |
|             |             |                       |               |               |
| 13 ott.     | 1-0         | Atalanta-Alessandria  | 1-1           | 2 mar.        |
| 13 ott.     | 1-2         | Avellino-Verona       | 2-0           | 2 mar.        |
| 13 ott.     | 1-2         | Brindisi-Genoa        | 0-2           | 2 mar.        |
| 13 ott.     | 1-0         | Catanzaro-Arezzo      | 1-1           | 2 mar.        |
| 13 ott.     | 0-0         | Como-Palermo          | 0-1           | 2 mar.        |
| 13 ott.     | 2-0         | Novara-Sambenedettese | 0-2           | 2 mar.        |
| 13 ott.     | 2-0         | Parma-SPAL            | 0-1           | 2 mar.        |
| 13 ott.     | 3-0         | Perugia-Foggia        | 0-0           | 2 mar.        |
| 13 ott.     | 0-0         | Pescara-Reggiana      | 2-2           | 2 mar.        |
| 30 ott.     | 1-0         | Taranto-Brescia       | 1-0           | 2 mar.        |

| andata (4ª) | andata (4ª) | 4ª giornata            | ritorno (23ª) | ritorno (23ª) |
|             |             |                        |               |               |
| 20 ott.     | 1-1         | Alessandria-Catanzaro  | 2-3           | 9 mar.        |
| 20 ott.     | 1-2         | Arezzo-Parma           | 0-1           | 9 mar.        |
| 20 ott.     | 1-0         | Brescia-Sambenedettese | 0-2           | 9 mar.        |
| 20 ott.     | 1-0         | Brindisi-Como          | 1-2           | 9 mar.        |
| 20 ott.     | 1-1         | Foggia-Avellino        | 0-2           | 9 mar.        |
| 20 ott.     | 2-0         | Genoa-Palermo          | 0-0           | 9 mar.        |
| 20 ott.     | 2-0         | Pescara-Taranto        | 0-2           | 9 mar.        |
| 20 ott.     | 1-1         | Reggiana-Atalanta      | 1-2           | 9 mar.        |
| 20 ott.     | 2-1         | SPAL-Perugia           | 3-1           | 9 mar.        |
| 20 ott.     | 5-2         | Verona-Novara          | 0-2           | 9 mar.        |

| andata (5ª) | andata (5ª) | 5ª giornata           | ritorno (24ª) | ritorno (24ª) |
|             |             |                       |               |               |
| 27 ott.     | 1-1         | Arezzo-Alessandria    | 1-1           | 16 mar.       |
| 27 ott.     | 2-0         | Atalanta-Brindisi     | 1-2           | 16 mar.       |
| 27 ott.     | 1-2         | Avellino-SPAL         | 0-1           | 16 mar.       |
| 27 ott.     | 0-1         | Catanzaro-Brescia     | 0-0           | 16 mar.       |
| 27 ott.     | 0-1         | Como-Perugia          | 0-0           | 16 mar.       |
| 27 ott.     | 2-0         | Novara-Reggiana       | 0-1           | 16 mar.       |
| 27 ott.     | 1-2         | Palermo-Verona        | 0-0           | 16 mar.       |
| 27 ott.     | 1-1         | Parma-Pescara         | 1-1           | 16 mar.       |
| 27 ott.     | 0-0         | Sambenedettese-Foggia | 1-2           | 16 mar.       |
| 27 ott.     | 3-0         | Taranto-Genoa         | 0-0           | 16 mar.       |

| andata (6ª) | andata (6ª) | 6ª giornata             | ritorno (25ª) | ritorno (25ª) |
|             |             |                         |               |               |
| 3 nov.      | 0-0         | Alessandria-Parma       | 0-0           | 23 mar.       |
| 3 nov.      | 2-0         | Avellino-Atalanta       | 1-2           | 23 mar.       |
| 3 nov.      | 1-1         | Brescia-Palermo         | 0-1           | 23 mar.       |
| 3 nov.      | 4-1         | Brindisi-Sambenedettese | 1-2           | 23 mar.       |
| 3 nov.      | 1-1         | Foggia-Taranto          | 0-1           | 23 mar.       |
| 3 nov.      | 0-0         | Perugia-Catanzaro       | 0-2           | 23 mar.       |
| 3 nov.      | 1-0         | Pescara-Genoa           | 1-2           | 23 mar.       |
| 3 nov.      | 1-2         | Reggiana-Como           | 0-1           | 23 mar.       |
| 3 nov.      | 2-0         | SPAL-Novara             | 1-0           | 23 mar.       |
| 3 nov.      | 2-0         | Verona-Arezzo           | 1-0           | 23 mar.       |

| andata (5ª) | andata (5ª) | 5ª giornata           | ritorno (24ª) | ritorno (24ª) |
|             |             |                       |               |               |
| 27 ott.     | 1-1         | Arezzo-Alessandria    | 1-1           | 16 mar.       |
| 27 ott.     | 2-0         | Atalanta-Brindisi     | 1-2           | 16 mar.       |
| 27 ott.     | 1-2         | Avellino-SPAL         | 0-1           | 16 mar.       |
| 27 ott.     | 0-1         | Catanzaro-Brescia     | 0-0           | 16 mar.       |
| 27 ott.     | 0-1         | Como-Perugia          | 0-0           | 16 mar.       |
| 27 ott.     | 2-0         | Novara-Reggiana       | 0-1           | 16 mar.       |
| 27 ott.     | 1-2         | Palermo-Verona        | 0-0           | 16 mar.       |
| 27 ott.     | 1-1         | Parma-Pescara         | 1-1           | 16 mar.       |
| 27 ott.     | 0-0         | Sambenedettese-Foggia | 1-2           | 16 mar.       |
| 27 ott.     | 3-0         | Taranto-Genoa         | 0-0           | 16 mar.       |

| andata (6ª) | andata (6ª) | 6ª giornata             | ritorno (25ª) | ritorno (25ª) |
|             |             |                         |               |               |
| 3 nov.      | 0-0         | Alessandria-Parma       | 0-0           | 23 mar.       |
| 3 nov.      | 2-0         | Avellino-Atalanta       | 1-2           | 23 mar.       |
| 3 nov.      | 1-1         | Brescia-Palermo         | 0-1           | 23 mar.       |
| 3 nov.      | 4-1         | Brindisi-Sambenedettese | 1-2           | 23 mar.       |
| 3 nov.      | 1-1         | Foggia-Taranto          | 0-1           | 23 mar.       |
| 3 nov.      | 0-0         | Perugia-Catanzaro       | 0-2           | 23 mar.       |
| 3 nov.      | 1-0         | Pescara-Genoa           | 1-2           | 23 mar.       |
| 3 nov.      | 1-2         | Reggiana-Como           | 0-1           | 23 mar.       |
| 3 nov.      | 2-0         | SPAL-Novara             | 1-0           | 23 mar.       |
| 3 nov.      | 2-0         | Verona-Arezzo           | 1-0           | 23 mar.       |

| andata (7ª) | andata (7ª) | 7ª giornata             | ritorno (26ª) | ritorno (26ª) |
|             |             |                         |               |               |
| 10 nov.     | 0-0         | Arezzo-Reggiana         | 0-1           | 30 mar.       |
| 10 nov.     | 0-1         | Brescia-Perugia         | 0-1           | 30 mar.       |
| 10 nov.     | 0-0         | Como-Catanzaro          | 0-1           | 30 mar.       |
| 10 nov.     | 1-1         | Genoa-Verona            | 0-0           | 30 mar.       |
| 10 nov.     | 1-0         | Novara-Pescara          | 0-1           | 30 mar.       |
| 10 nov.     | 1-0         | Palermo-Foggia          | 0-0           | 30 mar.       |
| 10 nov.     | 2-0         | Parma-Brindisi          | 1-2           | 30 mar.       |
| 10 nov.     | 0-1         | SPAL-Alessandria        | 2-1           | 30 mar.       |
| 10 nov.     | 0-0         | Sambenedettese-Avellino | 0-1           | 30 mar.       |
| 10 nov.     | 1-0         | Taranto-Atalanta        | 0-1           | 30 mar.       |

| andata (8ª) | andata (8ª) | 8ª giornata            | ritorno (27ª) | ritorno (27ª) |
|             |             |                        |               |               |
| 17 nov.     | 1-2         | Alessandria-Novara     | 1-1           | 6 apr.        |
| 17 nov.     | 0-0         | Atalanta-Arezzo        | 1-1           | 6 apr.        |
| 17 nov.     | 0-1         | Brindisi-Perugia       | 0-1           | 6 apr.        |
| 17 nov.     | 1-0         | Catanzaro-Avellino     | 0-0           | 6 apr.        |
| 17 nov.     | 2-0         | Foggia-SPAL            | 0-0           | 6 apr.        |
| 17 nov.     | 1-0         | Genoa-Como             | 0-2           | 6 apr.        |
| 17 nov.     | 1-0         | Palermo-Parma          | 1-2           | 6 apr.        |
| 17 nov.     | 1-0         | Pescara-Sambenedettese | 1-2           | 6 apr.        |
| 17 nov.     | 0-0         | Reggiana-Brescia       | 0-2           | 6 apr.        |
| 17 nov.     | 4-0         | Verona-Taranto         | 1-1           | 6 apr.        |

| andata (7ª) | andata (7ª) | 7ª giornata             | ritorno (26ª) | ritorno (26ª) |
|             |             |                         |               |               |
| 10 nov.     | 0-0         | Arezzo-Reggiana         | 0-1           | 30 mar.       |
| 10 nov.     | 0-1         | Brescia-Perugia         | 0-1           | 30 mar.       |
| 10 nov.     | 0-0         | Como-Catanzaro          | 0-1           | 30 mar.       |
| 10 nov.     | 1-1         | Genoa-Verona            | 0-0           | 30 mar.       |
| 10 nov.     | 1-0         | Novara-Pescara          | 0-1           | 30 mar.       |
| 10 nov.     | 1-0         | Palermo-Foggia          | 0-0           | 30 mar.       |
| 10 nov.     | 2-0         | Parma-Brindisi          | 1-2           | 30 mar.       |
| 10 nov.     | 0-1         | SPAL-Alessandria        | 2-1           | 30 mar.       |
| 10 nov.     | 0-0         | Sambenedettese-Avellino | 0-1           | 30 mar.       |
| 10 nov.     | 1-0         | Taranto-Atalanta        | 0-1           | 30 mar.       |

| andata (8ª) | andata (8ª) | 8ª giornata            | ritorno (27ª) | ritorno (27ª) |
|             |             |                        |               |               |
| 17 nov.     | 1-2         | Alessandria-Novara     | 1-1           | 6 apr.        |
| 17 nov.     | 0-0         | Atalanta-Arezzo        | 1-1           | 6 apr.        |
| 17 nov.     | 0-1         | Brindisi-Perugia       | 0-1           | 6 apr.        |
| 17 nov.     | 1-0         | Catanzaro-Avellino     | 0-0           | 6 apr.        |
| 17 nov.     | 2-0         | Foggia-SPAL            | 0-0           | 6 apr.        |
| 17 nov.     | 1-0         | Genoa-Como             | 0-2           | 6 apr.        |
| 17 nov.     | 1-0         | Palermo-Parma          | 1-2           | 6 apr.        |
| 17 nov.     | 1-0         | Pescara-Sambenedettese | 1-2           | 6 apr.        |
| 17 nov.     | 0-0         | Reggiana-Brescia       | 0-2           | 6 apr.        |
| 17 nov.     | 4-0         | Verona-Taranto         | 1-1           | 6 apr.        |

| andata (9ª) | andata (9ª) | 9ª giornata             | ritorno (28ª) | ritorno (28ª) |
|             |             |                         |               |               |
| 24 nov.     | 4-1         | Avellino-Arezzo         | 0-1           | 13 apr.       |
| 24 nov.     | 1-0         | Brescia-Verona          | 2-2           | 13 apr.       |
| 24 nov.     | 1-0         | Catanzaro-Atalanta      | 0-1           | 13 apr.       |
| 24 nov.     | 1-0         | Como-Pescara            | 0-1           | 13 apr.       |
| 24 nov.     | 2-1         | Novara-Genoa            | 0-0           | 13 apr.       |
| 24 nov.     | 0-0         | Parma-Foggia            | 0-3           | 13 apr.       |
| 24 nov.     | 2-0         | Perugia-Palermo         | 0-0           | 13 apr.       |
| 24 nov.     | 0-0         | SPAL-Brindisi           | 2-2           | 13 apr.       |
| 24 nov.     | 3-0         | Sambenedettese-Reggiana | 0-3           | 13 apr.       |
| 24 nov.     | 1-2         | Taranto-Alessandria     | 0-3           | 13 apr.       |

| andata (10ª) | andata (10ª) | 10ª giornata          | ritorno (29ª) | ritorno (29ª) |
|              |              |                       |               |               |
| 1º dic.      | 0-2          | Alessandria-Brescia   | 1-1           | 20 apr.       |
| 1º dic.      | 1-1          | Arezzo-Sambenedettese | 1-1           | 20 apr.       |
| 1º dic.      | 1-0          | Atalanta-Como         | 0-1           | 20 apr.       |
| 1º dic.      | 0-1          | Brindisi-Novara       | 3-2           | 20 apr.       |
| 1º dic.      | 1-0          | Foggia-Genoa          | 0-0           | 20 apr.       |
| 1º dic.      | 2-0          | Palermo-SPAL          | 2-2           | 20 apr.       |
| 1º dic.      | 3-1          | Perugia-Avellino      | 1-0           | 20 apr.       |
| 1º dic.      | 2-1          | Pescara-Catanzaro     | 0-1           | 20 apr.       |
| 1º dic.      | 0-0          | Reggiana-Taranto      | 0-1           | 20 apr.       |
| 1º dic.      | 1-0          | Verona-Parma          | 1-0           | 20 apr.       |

| andata (9ª) | andata (9ª) | 9ª giornata             | ritorno (28ª) | ritorno (28ª) |
|             |             |                         |               |               |
| 24 nov.     | 4-1         | Avellino-Arezzo         | 0-1           | 13 apr.       |
| 24 nov.     | 1-0         | Brescia-Verona          | 2-2           | 13 apr.       |
| 24 nov.     | 1-0         | Catanzaro-Atalanta      | 0-1           | 13 apr.       |
| 24 nov.     | 1-0         | Como-Pescara            | 0-1           | 13 apr.       |
| 24 nov.     | 2-1         | Novara-Genoa            | 0-0           | 13 apr.       |
| 24 nov.     | 0-0         | Parma-Foggia            | 0-3           | 13 apr.       |
| 24 nov.     | 2-0         | Perugia-Palermo         | 0-0           | 13 apr.       |
| 24 nov.     | 0-0         | SPAL-Brindisi           | 2-2           | 13 apr.       |
| 24 nov.     | 3-0         | Sambenedettese-Reggiana | 0-3           | 13 apr.       |
| 24 nov.     | 1-2         | Taranto-Alessandria     | 0-3           | 13 apr.       |

| andata (10ª) | andata (10ª) | 10ª giornata          | ritorno (29ª) | ritorno (29ª) |
|              |              |                       |               |               |
| 1º dic.      | 0-2          | Alessandria-Brescia   | 1-1           | 20 apr.       |
| 1º dic.      | 1-1          | Arezzo-Sambenedettese | 1-1           | 20 apr.       |
| 1º dic.      | 1-0          | Atalanta-Como         | 0-1           | 20 apr.       |
| 1º dic.      | 0-1          | Brindisi-Novara       | 3-2           | 20 apr.       |
| 1º dic.      | 1-0          | Foggia-Genoa          | 0-0           | 20 apr.       |
| 1º dic.      | 2-0          | Palermo-SPAL          | 2-2           | 20 apr.       |
| 1º dic.      | 3-1          | Perugia-Avellino      | 1-0           | 20 apr.       |
| 1º dic.      | 2-1          | Pescara-Catanzaro     | 0-1           | 20 apr.       |
| 1º dic.      | 0-0          | Reggiana-Taranto      | 0-1           | 20 apr.       |
| 1º dic.      | 1-0          | Verona-Parma          | 1-0           | 20 apr.       |

| andata (11ª) | andata (11ª) | 11ª giornata           | ritorno (30ª) | ritorno (30ª) |
|              |              |                        |               |               |
| 8 dic.       | 1-1          | Arezzo-Foggia          | 1-1           | 27 apr.       |
| 8 dic.       | 4-1          | Avellino-Brindisi      | 0-1           | 27 apr.       |
| 8 dic.       | 2-1          | Brescia-Pescara        | 1-1           | 27 apr.       |
| 8 dic.       | 1-0          | Genoa-Atalanta         | 1-0           | 27 apr.       |
| 8 dic.       | 0-0          | Novara-Catanzaro       | 0-1           | 27 apr.       |
| 8 dic.       | 1-1          | Parma-Perugia          | 0-0           | 27 apr.       |
| 8 dic.       | 1-0          | Sambenedettese-Palermo | 1-3           | 27 apr.       |
| 18 dic.      | 1-1          | SPAL-Reggiana          | 1-2           | 27 apr.       |
| 8 dic.       | 0-2          | Taranto-Como           | 0-3           | 27 apr.       |
| 18 dic.      | 1-0          | Verona-Alessandria     | 0-0           | 27 apr.       |

| andata (12ª) | andata (12ª) | 12ª giornata             | ritorno (31ª) | ritorno (31ª) |
|              |              |                          |               |               |
| 15 dic.      | 2-0          | Brescia-SPAL             | 0-3           | 4 mag.        |
| 15 dic.      | 1-1          | Brindisi-Palermo         | 1-0           | 4 mag.        |
| 15 dic.      | 0-0          | Catanzaro-Sambenedettese | 1-0           | 4 mag.        |
| 15 dic.      | 2-0          | Como-Parma               | 1-1           | 4 mag.        |
| 15 dic.      | 1-0          | Foggia-Verona            | 1-1           | 4 mag.        |
| 15 dic.      | 1-1          | Genoa-Alessandria        | 0-1           | 4 mag.        |
| 15 dic.      | 1-1          | Novara-Atalanta          | 0-1           | 4 mag.        |
| 15 dic.      | 3-1          | Perugia-Taranto          | 0-0           | 4 mag.        |
| 15 dic.      | 1-1          | Pescara-Arezzo           | 2-3           | 4 mag.        |
| 15 dic.      | 0-0          | Reggiana-Avellino        | 1-0           | 4 mag.        |

| andata (11ª) | andata (11ª) | 11ª giornata           | ritorno (30ª) | ritorno (30ª) |
|              |              |                        |               |               |
| 8 dic.       | 1-1          | Arezzo-Foggia          | 1-1           | 27 apr.       |
| 8 dic.       | 4-1          | Avellino-Brindisi      | 0-1           | 27 apr.       |
| 8 dic.       | 2-1          | Brescia-Pescara        | 1-1           | 27 apr.       |
| 8 dic.       | 1-0          | Genoa-Atalanta         | 1-0           | 27 apr.       |
| 8 dic.       | 0-0          | Novara-Catanzaro       | 0-1           | 27 apr.       |
| 8 dic.       | 1-1          | Parma-Perugia          | 0-0           | 27 apr.       |
| 8 dic.       | 1-0          | Sambenedettese-Palermo | 1-3           | 27 apr.       |
| 18 dic.      | 1-1          | SPAL-Reggiana          | 1-2           | 27 apr.       |
| 8 dic.       | 0-2          | Taranto-Como           | 0-3           | 27 apr.       |
| 18 dic.      | 1-0          | Verona-Alessandria     | 0-0           | 27 apr.       |

| andata (12ª) | andata (12ª) | 12ª giornata             | ritorno (31ª) | ritorno (31ª) |
|              |              |                          |               |               |
| 15 dic.      | 2-0          | Brescia-SPAL             | 0-3           | 4 mag.        |
| 15 dic.      | 1-1          | Brindisi-Palermo         | 1-0           | 4 mag.        |
| 15 dic.      | 0-0          | Catanzaro-Sambenedettese | 1-0           | 4 mag.        |
| 15 dic.      | 2-0          | Como-Parma               | 1-1           | 4 mag.        |
| 15 dic.      | 1-0          | Foggia-Verona            | 1-1           | 4 mag.        |
| 15 dic.      | 1-1          | Genoa-Alessandria        | 0-1           | 4 mag.        |
| 15 dic.      | 1-1          | Novara-Atalanta          | 0-1           | 4 mag.        |
| 15 dic.      | 3-1          | Perugia-Taranto          | 0-0           | 4 mag.        |
| 15 dic.      | 1-1          | Pescara-Arezzo           | 2-3           | 4 mag.        |
| 15 dic.      | 0-0          | Reggiana-Avellino        | 1-0           | 4 mag.        |

| andata (13ª) | andata (13ª) | 13ª giornata          | ritorno (32ª) | ritorno (32ª) |
|              |              |                       |               |               |
| 22 dic.      | 3-1          | Alessandria-Brindisi  | 1-2           | 11 mag.       |
| 22 dic.      | 2-3          | Arezzo-Perugia        | 2-3           | 11 mag.       |
| 22 dic.      | 0-0          | Atalanta-Brescia      | 0-1           | 11 mag.       |
| 22 dic.      | 1-0          | Avellino-Como         | 1-1           | 11 mag.       |
| 22 dic.      | 0-0          | Foggia-Novara         | 0-0           | 11 mag.       |
| 22 dic.      | 2-0          | Palermo-Reggiana      | 2-2           | 11 mag.       |
| 22 dic.      | 2-1          | Parma-Genoa           | 0-1           | 11 mag.       |
| 22 dic.      | 1-1          | SPAL-Pescara          | 1-2           | 11 mag.       |
| 22 dic.      | 0-0          | Taranto-Catanzaro     | 1-1           | 11 mag.       |
| 22 dic.      | 4-2          | Verona-Sambenedettese | 0-1           | 11 mag.       |

| andata (14ª) | andata (14ª) | 14ª giornata           | ritorno (33ª) | ritorno (33ª) |
|              |              |                        |               |               |
| 5 gen.       | 3-1          | Atalanta-Parma         | 2-1           | 18 mag.       |
| 5 gen.       | 2-0          | Avellino-Alessandria   | 0-1           | 18 mag.       |
| 5 gen.       | 1-1          | Brescia-Arezzo         | 1-2           | 18 mag.       |
| 5 gen.       | 0-0          | Brindisi-Pescara       | 1-0           | 18 mag.       |
| 5 gen.       | 2-1          | Catanzaro-SPAL         | 0-1           | 18 mag.       |
| 5 gen.       | 1-0          | Como-Foggia            | 2-3           | 18 mag.       |
| 5 gen.       | 1-1          | Genoa-Perugia          | 2-1           | 18 mag.       |
| 5 gen.       | 0-0          | Novara-Palermo         | 1-1           | 18 mag.       |
| 5 gen.       | 0-1          | Reggiana-Verona        | 1-2           | 18 mag.       |
| 5 gen.       | 1-0          | Sambenedettese-Taranto | 0-0           | 18 mag.       |

| andata (13ª) | andata (13ª) | 13ª giornata          | ritorno (32ª) | ritorno (32ª) |
|              |              |                       |               |               |
| 22 dic.      | 3-1          | Alessandria-Brindisi  | 1-2           | 11 mag.       |
| 22 dic.      | 2-3          | Arezzo-Perugia        | 2-3           | 11 mag.       |
| 22 dic.      | 0-0          | Atalanta-Brescia      | 0-1           | 11 mag.       |
| 22 dic.      | 1-0          | Avellino-Como         | 1-1           | 11 mag.       |
| 22 dic.      | 0-0          | Foggia-Novara         | 0-0           | 11 mag.       |
| 22 dic.      | 2-0          | Palermo-Reggiana      | 2-2           | 11 mag.       |
| 22 dic.      | 2-1          | Parma-Genoa           | 0-1           | 11 mag.       |
| 22 dic.      | 1-1          | SPAL-Pescara          | 1-2           | 11 mag.       |
| 22 dic.      | 0-0          | Taranto-Catanzaro     | 1-1           | 11 mag.       |
| 22 dic.      | 4-2          | Verona-Sambenedettese | 0-1           | 11 mag.       |

| andata (14ª) | andata (14ª) | 14ª giornata           | ritorno (33ª) | ritorno (33ª) |
|              |              |                        |               |               |
| 5 gen.       | 3-1          | Atalanta-Parma         | 2-1           | 18 mag.       |
| 5 gen.       | 2-0          | Avellino-Alessandria   | 0-1           | 18 mag.       |
| 5 gen.       | 1-1          | Brescia-Arezzo         | 1-2           | 18 mag.       |
| 5 gen.       | 0-0          | Brindisi-Pescara       | 1-0           | 18 mag.       |
| 5 gen.       | 2-1          | Catanzaro-SPAL         | 0-1           | 18 mag.       |
| 5 gen.       | 1-0          | Como-Foggia            | 2-3           | 18 mag.       |
| 5 gen.       | 1-1          | Genoa-Perugia          | 2-1           | 18 mag.       |
| 5 gen.       | 0-0          | Novara-Palermo         | 1-1           | 18 mag.       |
| 5 gen.       | 0-1          | Reggiana-Verona        | 1-2           | 18 mag.       |
| 5 gen.       | 1-0          | Sambenedettese-Taranto | 0-0           | 18 mag.       |

| andata (15ª) | andata (15ª) | 15ª giornata         | ritorno (34ª) | ritorno (34ª) |
|              |              |                      |               |               |
| 12 gen.      | 0-0          | Alessandria-Reggiana | 0-2           | 25 mag.       |
| 12 gen.      | 0-0          | Como-Brescia         | 0-0           | 25 mag.       |
| 12 gen.      | 1-0          | Foggia-Brindisi      | 0-2           | 25 mag.       |
| 12 gen.      | 2-3          | Genoa-Sambenedettese | 1-2           | 25 mag.       |
| 12 gen.      | 2-0          | Palermo-Avellino     | 1-0           | 25 mag.       |
| 12 gen.      | 0-0          | Parma-Catanzaro      | 1-1           | 25 mag.       |
| 12 gen.      | 3-0          | Perugia-Atalanta     | 1-2           | 25 mag.       |
| 12 gen.      | 2-1          | Pescara-Verona       | 0-0           | 25 mag.       |
| 12 gen.      | 0-1          | SPAL-Arezzo          | 0-1           | 25 mag.       |
| 12 gen.      | 1-0          | Taranto-Novara       | 1-1           | 25 mag.       |

| andata (16ª) | andata (16ª) | 16ª giornata           | ritorno (35ª) | ritorno (35ª) |
|              |              |                        |               |               |
| 19 gen.      | 0-0          | Alessandria-Palermo    | 1-2           | 1º giu.       |
| 19 gen.      | 1-2          | Arezzo-Como            | 0-2           | 1º giu.       |
| 19 gen.      | 3-1          | Atalanta-Foggia        | 1-3           | 1º giu.       |
| 19 gen.      | 1-1          | Avellino-Pescara       | 1-1           | 1º giu.       |
| 19 gen.      | 0-2          | Brescia-Novara         | 1-1           | 1º giu.       |
| 19 gen.      | 0-0          | Catanzaro-Brindisi     | 0-0           | 1º giu.       |
| 19 gen.      | 0-1          | Reggiana-Genoa         | 2-3           | 1º giu.       |
| 19 gen.      | 0-0          | Sambenedettese-Perugia | 2-1           | 1º giu.       |
| 19 gen.      | 2-0          | Taranto-Parma          | 1-2           | 1º giu.       |
| 19 gen.      | 2-1          | Verona-SPAL            | 0-0           | 1º giu.       |

| andata (15ª) | andata (15ª) | 15ª giornata         | ritorno (34ª) | ritorno (34ª) |
|              |              |                      |               |               |
| 12 gen.      | 0-0          | Alessandria-Reggiana | 0-2           | 25 mag.       |
| 12 gen.      | 0-0          | Como-Brescia         | 0-0           | 25 mag.       |
| 12 gen.      | 1-0          | Foggia-Brindisi      | 0-2           | 25 mag.       |
| 12 gen.      | 2-3          | Genoa-Sambenedettese | 1-2           | 25 mag.       |
| 12 gen.      | 2-0          | Palermo-Avellino     | 1-0           | 25 mag.       |
| 12 gen.      | 0-0          | Parma-Catanzaro      | 1-1           | 25 mag.       |
| 12 gen.      | 3-0          | Perugia-Atalanta     | 1-2           | 25 mag.       |
| 12 gen.      | 2-1          | Pescara-Verona       | 0-0           | 25 mag.       |
| 12 gen.      | 0-1          | SPAL-Arezzo          | 0-1           | 25 mag.       |
| 12 gen.      | 1-0          | Taranto-Novara       | 1-1           | 25 mag.       |

| andata (16ª) | andata (16ª) | 16ª giornata           | ritorno (35ª) | ritorno (35ª) |
|              |              |                        |               |               |
| 19 gen.      | 0-0          | Alessandria-Palermo    | 1-2           | 1º giu.       |
| 19 gen.      | 1-2          | Arezzo-Como            | 0-2           | 1º giu.       |
| 19 gen.      | 3-1          | Atalanta-Foggia        | 1-3           | 1º giu.       |
| 19 gen.      | 1-1          | Avellino-Pescara       | 1-1           | 1º giu.       |
| 19 gen.      | 0-2          | Brescia-Novara         | 1-1           | 1º giu.       |
| 19 gen.      | 0-0          | Catanzaro-Brindisi     | 0-0           | 1º giu.       |
| 19 gen.      | 0-1          | Reggiana-Genoa         | 2-3           | 1º giu.       |
| 19 gen.      | 0-0          | Sambenedettese-Perugia | 2-1           | 1º giu.       |
| 19 gen.      | 2-0          | Taranto-Parma          | 1-2           | 1º giu.       |
| 19 gen.      | 2-1          | Verona-SPAL            | 0-0           | 1º giu.       |

| andata (17ª) | andata (17ª) | 17ª giornata        | ritorno (36ª) | ritorno (36ª) |
|              |              |                     |               |               |
| 26 gen.      | 0-0          | Brindisi-Taranto    | 1-1           | 8 giu.        |
| 26 gen.      | 1-1          | Como-Sambenedettese | 1-0           | 8 giu.        |
| 26 gen.      | 1-1          | Foggia-Brescia      | 0-0           | 8 giu.        |
| 26 gen.      | 0-1          | Genoa-Catanzaro     | 0-2           | 8 giu.        |
| 26 gen.      | 1-0          | Novara-Avellino     | 1-0           | 8 giu.        |
| 26 gen.      | 1-0          | Palermo-Arezzo      | 0-2           | 8 giu.        |
| 26 gen.      | 1-1          | Parma-Reggiana      | 0-1           | 8 giu.        |
| 26 gen.      | 0-0          | Perugia-Verona      | 2-0           | 8 giu.        |
| 26 gen.      | 0-0          | Pescara-Alessandria | 2-2           | 8 giu.        |
| 26 gen.      | 1-0          | SPAL-Atalanta       | 1-3           | 8 giu.        |

| andata (18ª) | andata (18ª) | 18ª giornata            | ritorno (37ª) | ritorno (37ª) |
|              |              |                         |               |               |
| 2 feb.       | 1-0          | Alessandria-Foggia      | 3-3           | 15 giu.       |
| 2 feb.       | 2-1          | Arezzo-Novara           | 1-1           | 15 giu.       |
| 2 feb.       | 1-0          | Atalanta-Sambenedettese | 1-1           | 15 giu.       |
| 2 feb.       | 3-1          | Avellino-Parma          | 0-0           | 15 giu.       |
| 2 feb.       | 1-0          | Brescia-Genoa           | 0-0           | 15 giu.       |
| 2 feb.       | 0-0          | Catanzaro-Verona        | 0-1           | 15 giu.       |
| 2 feb.       | 2-0          | Como-SPAL               | 1-1           | 15 giu.       |
| 2 feb.       | 2-2          | Perugia-Pescara         | 1-1           | 15 giu.       |
| 2 feb.       | 2-0          | Reggiana-Brindisi       | 0-0           | 15 giu.       |
| 2 feb.       | 1-2          | Taranto-Palermo         | 0-0           | 15 giu.       |

| andata (17ª) | andata (17ª) | 17ª giornata        | ritorno (36ª) | ritorno (36ª) |
|              |              |                     |               |               |
| 26 gen.      | 0-0          | Brindisi-Taranto    | 1-1           | 8 giu.        |
| 26 gen.      | 1-1          | Como-Sambenedettese | 1-0           | 8 giu.        |
| 26 gen.      | 1-1          | Foggia-Brescia      | 0-0           | 8 giu.        |
| 26 gen.      | 0-1          | Genoa-Catanzaro     | 0-2           | 8 giu.        |
| 26 gen.      | 1-0          | Novara-Avellino     | 1-0           | 8 giu.        |
| 26 gen.      | 1-0          | Palermo-Arezzo      | 0-2           | 8 giu.        |
| 26 gen.      | 1-1          | Parma-Reggiana      | 0-1           | 8 giu.        |
| 26 gen.      | 0-0          | Perugia-Verona      | 2-0           | 8 giu.        |
| 26 gen.      | 0-0          | Pescara-Alessandria | 2-2           | 8 giu.        |
| 26 gen.      | 1-0          | SPAL-Atalanta       | 1-3           | 8 giu.        |

| andata (18ª) | andata (18ª) | 18ª giornata            | ritorno (37ª) | ritorno (37ª) |
|              |              |                         |               |               |
| 2 feb.       | 1-0          | Alessandria-Foggia      | 3-3           | 15 giu.       |
| 2 feb.       | 2-1          | Arezzo-Novara           | 1-1           | 15 giu.       |
| 2 feb.       | 1-0          | Atalanta-Sambenedettese | 1-1           | 15 giu.       |
| 2 feb.       | 3-1          | Avellino-Parma          | 0-0           | 15 giu.       |
| 2 feb.       | 1-0          | Brescia-Genoa           | 0-0           | 15 giu.       |
| 2 feb.       | 0-0          | Catanzaro-Verona        | 0-1           | 15 giu.       |
| 2 feb.       | 2-0          | Como-SPAL               | 1-1           | 15 giu.       |
| 2 feb.       | 2-2          | Perugia-Pescara         | 1-1           | 15 giu.       |
| 2 feb.       | 2-0          | Reggiana-Brindisi       | 0-0           | 15 giu.       |
| 2 feb.       | 1-2          | Taranto-Palermo         | 0-0           | 15 giu.       |

| \| andata (19ª) \| andata (19ª) \| 19ª giornata \| ritorno (38ª) \| ritorno (38ª) \| \| \| \| \| \| \| \| 9 feb. \| 3-1 \| Brindisi-Arezzo \| 1-1 \| 22 giu. \| \| 9 feb. \| 1-1 \| Foggia-Reggiana \| 0-3 \| 22 giu. \| \| 9 feb. \| 1-1 \| Genoa-Avellino \| 0-1 \| 22 giu. \| \| 9 feb. \| 0-0 \| Novara-Perugia \| 1-2 \| 22 giu. \| \| 9 feb. \| 0-0 \| Palermo-Catanzaro \| 0-1 \| 22 giu. \| \| 9 feb. \| 2-0 \| Parma-Brescia \| 1-1 \| 22 giu. \| \| 9 feb. \| 1-1 \| Pescara-Atalanta \| 2-2 \| 22 giu. \| \| 9 feb. \| 2-0 \| SPAL-Taranto \| 0-1 \| 22 giu. \| \| 9 feb. \| 1-0 \| Sambenedettese-Alessandria \| 0-2 \| 22 giu. \| \| 9 feb. \| 1-3 \| Verona-Como \| 0-2 \| 22 giu. \| |              |                            |               |               |
| andata (19ª) | andata (19ª) | 19ª giornata               | ritorno (38ª) | ritorno (38ª) |
| |              |                            |               |               |
| 9 feb. | 3-1          | Brindisi-Arezzo            | 1-1           | 22 giu.       |
| 9 feb. | 1-1          | Foggia-Reggiana            | 0-3           | 22 giu.       |
| 9 feb. | 1-1          | Genoa-Avellino             | 0-1           | 22 giu.       |
| 9 feb. | 0-0          | Novara-Perugia             | 1-2           | 22 giu.       |
| 9 feb. | 0-0          | Palermo-Catanzaro          | 0-1           | 22 giu.       |
| 9 feb. | 2-0          | Parma-Brescia              | 1-1           | 22 giu.       |
| 9 feb. | 1-1          | Pescara-Atalanta           | 2-2           | 22 giu.       |
| 9 feb. | 2-0          | SPAL-Taranto               | 0-1           | 22 giu.       |
| 9 feb. | 1-0          | Sambenedettese-Alessandria | 0-2           | 22 giu.       |
| 9 feb. | 1-3          | Verona-Como                | 0-2           | 22 giu.       |

| andata (19ª) | andata (19ª) | 19ª giornata               | ritorno (38ª) | ritorno (38ª) |
|              |              |                            |               |               |
| 9 feb.       | 3-1          | Brindisi-Arezzo            | 1-1           | 22 giu.       |
| 9 feb.       | 1-1          | Foggia-Reggiana            | 0-3           | 22 giu.       |
| 9 feb.       | 1-1          | Genoa-Avellino             | 0-1           | 22 giu.       |
| 9 feb.       | 0-0          | Novara-Perugia             | 1-2           | 22 giu.       |
| 9 feb.       | 0-0          | Palermo-Catanzaro          | 0-1           | 22 giu.       |
| 9 feb.       | 2-0          | Parma-Brescia              | 1-1           | 22 giu.       |
| 9 feb.       | 1-1          | Pescara-Atalanta           | 2-2           | 22 giu.       |
| 9 feb.       | 2-0          | SPAL-Taranto               | 0-1           | 22 giu.       |
| 9 feb.       | 1-0          | Sambenedettese-Alessandria | 0-2           | 22 giu.       |
| 9 feb.       | 1-3          | Verona-Como                | 0-2           | 22 giu.       |

## Spareggi

### Spareggio promozione
|        | Risultati |           | Luogo e data          |
| ------ | --------- | --------- | --------------------- |
| Verona | 1-0       | Catanzaro | Terni, 26 giugno 1975 |
|        |           |           |                       |

### Spareggio salvezza
|             | Risultati |          | Luogo e data           |
| ----------- | --------- | -------- | ---------------------- |
| Alessandria | 1-2       | Reggiana | Milano, 26 giugno 1975 |
|             |           |          |                        |

## Statistiche

### Squadre

#### Capoliste solitarie
|    | ——    | ——    | ——    | ——     | ——     | ——     | ——     | —— | ——  | ——      | ——      | ——      | ——  | ——      | ——      | ——      | ——      | ——      | ——      | ——      | ——      | ——      | ——      | ——      | ——      | ——      | ——      | ——      | ——      | ——      | ——      | ——      | ——      | ——      | ——      | ——      | ——      | —— |  |
|    | Genoa | Genoa | Genoa | Verona | Verona | Verona | Verona |    |     | Perugia | Perugia | Perugia |     | Perugia | Perugia | Perugia | Perugia | Perugia | Perugia | Perugia | Perugia | Perugia | Perugia | Perugia | Perugia | Perugia | Perugia | Perugia | Perugia | Perugia | Perugia | Perugia | Perugia | Perugia | Perugia | Perugia | Perugia |    |  |
|    |       |       |       |        |        |        |        |    |     |         |         |         |     |         |         |         |         |         |         |         |         |         |         |         |         |         |         |         |         |         |         |         |         |         |         |         |         |    |  |
|    |       |       |       |        |        |        |        |    |     |         |         |         |     |         |         |         |         |         |         |         |         |         |         |         |         |         |         |         |         |         |         |         |         |         |         |         |         |    |  |
| 1ª | 2ª    | 3ª    | 4ª    | 5ª     | 6ª     | 7ª     | 8ª     | 9ª | 10ª | 11ª     | 12ª     | 13ª     | 14ª | 15ª     | 16ª     | 17ª     | 18ª     | 19ª     | 20ª     | 21ª     | 22ª     | 23ª     | 24ª     | 25ª     | 26ª     | 27ª     | 28ª     | 29ª     | 30ª     | 31ª     | 32ª     | 33ª     | 34ª     | 35ª     | 36ª     | 37ª     | 38ª     |    |  |

### Individuali

#### Classifica marcatori
| Gol | Rigori |  | Giocatore          | Squadra        |
| --- | ------ |  | ------------------ | -------------- |
| 14  | 5      |  | Fabio Bonci        | Parma          |
| 13  | 2      |  | Carlo Bresciani    | Foggia         |
| 12  | 3      |  | Francesco Chimenti | Sambenedettese |
| 12  | 1      |  | Roberto Pruzzo     | Genoa          |
| 11  | 2      |  | Ezio Bertuzzo      | Brescia        |
| 10  |        |  | Maurizio Simonato  | Sambenedettese |
| 9   |        |  | Renato Cappellini  | Como           |
| 9   | 2      |  | Sergio Pellizzaro  | Perugia        |
| 9   |        |  | Franco Pezzato     | SPAL           |
| 9   |        |  | Corrado Serato     | Pescara        |
| 9   |        |  | Gianfranco Zigoni  | Verona         |